# Nachal Šunem
Nachal Šunem (hebrejsky: נחל שונם) je vádí v severním Izraeli, na pomezí Dolní Galileji a Charodského údolí.
Začíná v nadmořské výšce okolo 400 metrů na jižních svazích masivu Giv'at ha-More. Vádí prudce klesá k jihu ze svahů masivu a vstupuje do mírně zvlněné a zemědělsky využívané krajiny na jeho úpatí, kde z východu míjí vesnici Sulam, která navazuje na starověké židovské sídlo Šunem. Vstupuje do Charodského údolí, kde cca 3 kilometry jihojihozápadně od vesnice Sulam zleva ústí do vádí Nachal Charod.